# 矢原御厨
矢原御厨（やばらのみくりや）は信濃国安曇郡（現在の長野県安曇野市周辺）にあった伊勢神宮の御厨、荘園。旧南安曇郡北部から北安曇郡南部の高瀬川右岸一体にあたる。

## 歴史
平安時代の『和名類聚抄』に見える安曇郡「八原郷」が荘園化して成立した。藤原隆信の先祖が開発領主として代々相伝し、現地荘官は大伴氏流細萱氏であった。
元永元年（1118年）に藤原氏から伊勢神宮外宮に寄進され、翌年には信濃国司が御厨として承認し、大治2年（1127年）に至って在庁官人の立会いの下、四至傍示が確定し、神領となった。
しかし荘園が乱立すると、荘園整理令に基づき、長承年間に国司が御厨を停止させ、「野原郷」となり、平家弘の所領となった。
鳥羽院庁下文によれば久安元年（1145年）には小川荘の下司である清原家兼が矢原御厨池田郷を本拠とする池田宗理と対立して殺害される事件があって、この事から平維綱が小川荘内に乱入横領し清原家兼に代わり下司として臨もうとしたと訴えられる事件が発生している。
その後、『兵範記』保元2年（1157年）3月29日条には、保元の乱で平家没官領として没収され後白河院領となったことが見え、官物は国庫へ、地利は院に収めるように定められた。
鎌倉時代には、『吾妻鏡』文治2年3月12日（1186年4月3日）条に後白河法皇から源頼朝に示された「関東御知行国々内乃具未済庄々注文」にも後白河院領として名が見え、のちに蓮華王院領となった。領家職は坊門家の藤原信隆が任命され、後に坊門清忠へと伝領されていった。
建久4年（1193年）の『神鳳鈔』には「矢原御厨」として見え、約1700町の耕地を備えている。
建保2年（1214年）には在地領主の頼兼が再び伊勢神宮に寄進し、領家の坊門家との間で長期にわたる訴訟に発展した。
承久の乱の原因として知られる仁科荘とは北で接している。
嘉暦元年（1326年）、朝廷は後醍醐天皇の綸旨に清忠の陳情、具書を添えて伊勢神宮の祭主に下している。
南北朝時代に入り、延元4年（1339年）『神領給人引付』では、再び伊勢神宮の御厨となっているが、室町時代中期の寛正6年（1465年）には伊勢神宮が撤退し、「矢原荘」となっている（『親元日記』）。
戦国時代には、細萱氏を被官化した安曇郡の国衆仁科氏が実権を掌握し、その知行地となった。
穂高神社の造営役の他に、長享2年（1488年）、天正6年（1578年）には諏訪大社下社春宮の造営に勤仕している。
御厨・荘園の鎮守は伊勢神明社（現在の矢原神明宮）であった。